# Щербатюк Тамара Володимирівна
Тама́ра Володи́мирівна Щербатю́к (25 листопада 1936, Вінниця — 15 травня 2015, Київ) — радянська та українська телеведуча, засновник авторської програми для літніх людей «Надвечір'я». Кавалер ордена княгині Ольги II та III ступенів, Заслужений працівник культури УРСР.

## Життєпис
Народилася у Вінниці в журналістській родині. Батько Тамари Володимирівни у повоєнний час керував кореспондентським пунктом Всесоюзного радіо в Києві, тож не дивно, що донька пішла його шляхом, закінчивши факультет журналістики Київського університету імені Шевченка. Після закінчення вишу мріяла про роботу в газеті «Вечірній Київ», однак потрапила на телебачення, прийшовши у 1959 році до київського телерадіоцентру. У 60-х роках XX сторіччя стала першою журналісткою в ефірі з фаховою освітою. Була ведучою першої молодіжної розважальної програми «Інтерклуб», а у 1960 році брала участь у першому телемості Київ — Москва.
Окрім роботи на телебаченні, Щербатюк викладала на факультеті журналістики Київського університету імені Тараса Шевченка та у театральному інституті імені Івана Карпенка-Карого. Брала участь у створенні першої кафедри телебачення і радіомовлення в Україні та у написанні перших програм і планів зі спеціалізації «телевізійна журналістика». Кандидат філологічних наук. Саме Тамара Володимирівна, працюючи над дисертацією, знайшла та оприлюднила факти існування та особливості функціонування телебачення в Києві у 1939–1941 роках, вперше дослідивши суспільне ТБ України як єдину систему ТБ Києва.
Наприкінці 1980-х років створила авторський проект для літніх людей «Надвечір'я», що виходив у ефірі УТ-1 (згодом Першого Національного) з 1988 по 2015 рік. Завдяки програмі більше ніж у 80 містах та селах України було створено аматорські гуртки, клуби та хори. Після смерті Тамари Володимирівни Щербатюк почала виходити в ефір програма «Надвечір'я. Долі» ведучим якої став композитор-пісняр, народний артист України Мар'ян Гаденко.
Померла уві сні в ніч на 15 травня 2015 року на 79-му році життя від серцевого нападу. Похована в Києві на Лук'янівському цвинтарі.

### Сім'я
Чоловік Вадим Львович Чубасов — український театральний режисер, телережисер, кінознавець, педагог.
Донька Олена — мистецтвознавець.

## Відзнаки та нагороди
- Орден княгині Ольги II ст. (13 листопада 2008) — за вагомий особистий внесок у розвиток телебачення і радіомовлення в Україні, створення творчих і тематичних програм, широке інформування громадськості, високу професійну майстерність[5]
- Орден княгині Ольги III ст. (3 червня 1999) — за вагомий особистий внесок у розвиток журналістики, високу професійну майстерність[6]
- Заслужений працівник культури УРСР[7]